# Dowlatābād (ort i Iran, Kerman)
Dowlatābād (persiska: دولت آباد, Dowlatābād-e Kaffeh) är en ort i Iran.   Den ligger i provinsen Kerman, i den centrala delen av landet, 800 km sydost om huvudstaden Teheran. Dowlatābād ligger 1 698 meter över havet och antalet invånare är 136.
Terrängen runt Dowlatābād är en högslätt. Runt Dowlatābād är det glesbefolkat, med 16 invånare per kvadratkilometer. Närmaste större samhälle är Sirjan, 11,8 km öster om Dowlatābād. Trakten runt Dowlatābād är ofruktbar med lite eller ingen växtlighet.